# El cantante (álbum)
El Cantante es el octavo álbum de estudio del cantante argentino Andrés Calamaro. Fue lanzado el 16 de febrero de 2004.
Incluye versiones de clásicos latinoamericanos como "Volver" del cantante argentino Carlos Gardel o "El Cantante" del cantante panameño Rubén Blades, que le da además el nombre al disco. Presenta también tres nuevas canciones: "Estadio Azteca", "La Libertad" y "Las Oportunidades".

## Lista de canciones
| N.º   | Título                                       | Letras                              | Duración |  |
| 1.    | «Malena»                                     | Homero N. Manzione                  | 2:27     |  |
| 2.    | «Volver»                                     | Carlos Gardel, Alfredo Le Pera      | 3:11     |  |
| 3.    | «La Distancia»                               | Roberto C. Braga, Erasmo Esteves    | 3:56     |  |
| 4.    | «Estadio Azteca»                             | Marcelo H. Scornik                  | 3:37     |  |
| 5.    | «Sus Ojos Se Cerraron»                       | Alfredo Le Pera                     | 3:52     |  |
| 6.    | «Algo Contigo»                               | Bernardo Mitnik                     | 3:20     |  |
| 7.    | «El Arriero»                                 | Héctor R. Chavero                   | 2:41     |  |
| 8.    | «La Libertad»                                | Andrés Calamaro, Augusto E. Herrera | 3:15     |  |
| 9.    | «Alfonsina Y El Mar / Zamba De Mi Esperanza» | Félix Luna, Luis H. Profili         | 4:52     |  |
| 10.   | «Las Oportuniades»                           | Andrés Calamaro                     | 3:06     |  |
| 11.   | «Voy A Perder La Cabeza Por Tu Amor»         | Manuel Álvarez, Purificación Casas  | 4:47     |  |
| 12.   | «El Cantante»                                | Rubén Blades                        | 4:40     |  |
| 43:44 |                                              |                                     |          |  |

## Créditos

### Música
- Andrés Calamaro: guitarra acústica, piano, teclados, voz.
- Javier Colina: acordeón.
- Jerry González: bongó, trompeta.
- Juan J. Heredia: guitarra.
- Javier Massó: piano (12).
- Bernardo Parrilla: violín.
- Alain Pérez: bajo eléctrico.
- Israel Suárez: percusiones.

### Producción
- José Loeches: mezcla.
- Francisco J. López: producción.
- Alan Silverman: masterización.

### Arte
- Javier Aramburu: diseño de portada.

## Cortes de difusión
- Estadio Azteca (2004)
- La libertad (2004)